# Tudela (Cebu)
Tudela è una municipalità di quinta classe delle Filippine, situata nella Provincia di Cebu, nella Regione del Visayas Centrale.
Tudela è formata da 11 baranggay:
- Buenavista
- Calmante
- Daan Secante
- General
- McArthur
- Northern Poblacion
- Puertobello
- Santander
- Secante Bag-o
- Southern Poblacion
- Villahermosa